# هدنة غزة 2023
وقف إطلاق النار في غزة 2023 أو وقف إطلاق النار بين المقاومة الفلسطينية وإسرائيل عام 2023 هو وقف إطلاق نار مؤقت جرى في خلال الحرب بين فصائل المقاومة والاحتلال الإسرائيلي. وقد اتفق الجانبان على وقف القتال لمدة أربعة أيام تبدأ في 24 نوفمبر 2023، مع إمكانية تمديد وقف إطلاق النار بشرط إطلاق سراح المزيد من الأسرى. وينص اتفاق وقف إطلاق النار على إطلاق سراح 50 من المحتجزين في غزة مقابل 150 أسيرًا فلسطينيًا محتجزين في إسرائيل. واتفق الطرفان على دخول المساعدات الإنسانية إلى قطاع غزة أثناء وقف إطلاق النار. وبنهاية 26 نوفمبر، أطلقت حماس سراح 41 من المحتجزين، وأطلقت إسرائيل سراح 78 أسيرًا فلسطينيًا كجزء من الاتفاق.
وقُبيل نهاية اليوم الرابع أعلنت قطر التوصل لاتفاق لتمديد الهدنة يومين جديدين بنفس الشروط السابقة. وقُبيل انتهاء اليوم السادس أعلنت وزارة الخارجية القطرية يوم الخميس موافقة الطرفين على تمديد الهدنة لمدة يوم سابع. وبانتهاء اليوم السابع واصل جيش الاحتلال قصف كل مناطق غزة.

## خلفية
بدأت الحرب الفلسطينية الإسرائيلية في 7 أكتوبر 2023 بهجوم مباغت من حركة المقاومة الإسلامية (حماس) وفصائل المقاومة على المستوطنات المجاورة لقطاع غزة والمعروفة بـ «غلاف غزة».
وقد اقترحت حماس صفقة "الجميع مقابل الجميع"، حيث تقوم الجماعات الفلسطينية المسلحة بإطلاق سراح جميع الأسرى الإسرائيليين مقابل إطلاق سراح جميع السجناء الفلسطينيين في إسرائيل. واعتقلت إسرائيل 5200 فلسطيني قبل الحرب، ولكن وفقا لمسؤولين فلسطينيين، ارتفع العدد إلى أكثر من 10000 وسط موجة من الاعتقالات الجماعية.

## مفاوضات

### في المعارضة
وفي 24 أكتوبر/تشرين الأول، صرح الرئيس الأمريكي جو بايدن قائلاً: "يجب أن يتم إطلاق سراح هؤلاء الرهائن ومن ثم يمكننا التحدث"، وشدد بعد ذلك على تلك المعارضة، قائلاً إن القيام بذلك سيسمح لحماس بمهاجمة إسرائيل مرة أخرى. في 25 أكتوبر، رفض رئيس الوزراء البريطاني ريشي سوناك أيضًا دعوة لوقف إطلاق النار. كما عارض زعيم حزب العمال في المملكة المتحدة، كير ستارمر، وقف إطلاق النار في 8 نوفمبر/تشرين الثاني. كما عارض المستشار الألماني أولاف شولز "وقفًا فوريًا لإطلاق النار" في 13 نوفمبر. ومع ذلك، بحلول 13 ديسمبر/كانون الأول، أصبحت إسرائيل والولايات المتحدة معزولتين بشكل متزايد وسط تزايد الدعوات العالمية لوقف إطلاق النار.
وقد عارض وقف إطلاق النار محليًا في إسرائيل ثلاثة وزراء من حزب القوة اليهودية السياسي.

## الاتفاق
جرى التوصل إلى اتفاق وقف إطلاق النار بعد مفاوضات مكثفة بوساطة قطريّة. وكان الرئيس الأمريكي جو بايدن على اتصال وثيق مع زعماء الدول المعنية لضمان تنفيذ الاتفاق. وكجزء من اتفاق وقف إطلاق النار لمدة أربعة أيام، التزمت حماس بإطلاق سراح حوالي 50 من المحتجزين مقابل إطلاق إسرائيل سراح 150 من الأسرى الفلسطينيين والسماح بدخول المساعدات الإنسانية إلى غزة، مع النص على أن يكون وقف إطلاق النار ثابتًا، مع إمكانية تمديد يوم آخر لكل 10 رهائن إضافيين تطلقهم حماس.

### أهم بنود الاتفاق
نشرت حركة حماس بيانًا حول الاتفاق جاء فيه ما يلي:
- وقف إطلاق النار من الطرفين ووقف كل الأعمال العسكرية لجيش الاحتلال بكافة مناطق قطاع غزة.
- خلال فترة الهدنة يلتزم الاحتلال بعدم التعرض أو اعتقال أحد في كل مناطق قطاع غزة.
- ضمان حرية حركة الناس من الشمال إلى الجنوب على طول شارع صلاح الدين.
- وقف حركة الطيران في الجنوب على مدار أيام الهدنة وفي الشمال لمدة 6 ساعات يوميًا.
- إطلاق سراح 50 رهينة من النساء والأطفال مقابل الإفراج عن 150 من نساء وأطفال شعبنا بسجون الاحتلال.
- إدخال مئات شاحنات المساعدات الإنسانية والإغاثية والطبية والوقود لكل مناطق قطاع غزة.
- وقف حركة آليات الاحتلال العسكرية المتوغلة في قطاع غزة.
- بينما نعلن التوصل لاتفاق الهدنة نؤكد أن أيدينا ستبقى على الزناد وكتائبنا ستبقى بالمرصاد للدفاع عن شعبنا.
- المقاومة أدارت المفاوضات من موقع ثبات وقوة في الميدان رغم محاولات الاحتلال تطويل أمدها والمماطلة فيها.
- بنود الاتفاق صيغت وفق رؤية المقاومة ومحدداتها التي تهدف لخدمة شعبنا وتعزيز صموده في مواجهة العدوان.

## تبادل الأسرى
يشمل التبادل إطلاق سراح 150 امرأة وطفلا فلسطينيًا من السجون الإسرائيلية. حيث يُحتجز العديد من الأسرى الفلسطينيين في إسرائيل بموجب الاعتقال الإداري، ويُعتقلون بسبب اتهامات مثل التعبير والاحتجاج السلمي. وقد وصف الأسرى الفلسطينيين المُفرج عنهم المعاملة السيئة التي واجهوها مثل نقص المياه النظيفة والغذاء في سجون الاحتلال، إضافة إلى الاعتداء بالضرب، في حين وصفت إحدى الأسيرات الإسرائيليات المعاملة الإنسانية التي عوملوا بها فقالت: ««كانوا ودودين معنا وعالجوا رجلا كان مصابا بشكل سيئ في حادث دراجة.. كان هناك ممرض يعتني به وأعطاه الأدوية والمضادات الحيوية»»، وهو ما أكدته وسائل الإعلام العبرية في حديثها مع المُفرج عنهم.
بالنسبة للجانب الإسرائيلي فإن الجزء الأكثر أهمية من اتفاق وقف إطلاق النار يتعلق بتبادل الأسرى، كما أن تمديد وقف إطلاق النار مشروط بإطلاق سراح الرهائن على دفعات. في 24 نوفمبر 2023، جرى إطلاق سراح 39 من الأسرى الفلسطينيين (من النساء والأطفال) مقابل 13 إسرائيليًا، وأكدت رئيسة وزراء تايلاند سريثا تافيسين على وسائل التواصل الاجتماعي أنه جرى إطلاق سراح الرهائن التايلانديين الـ 12 من غزة. وفي وقت لاحق من اليوم، أفادت وزارة الخارجية القطرية أن عدد المُفرج عنهم في ذلك اليوم بلغ 24، منهم 13 إسرائيليًا (بعضهم مواطنين مزدوجين)، و10 مواطنين تايلانديين ومواطنًا فلبينيًا واحدًا. وبحسب ما ورد فإن إطلاق سراح عدد من المواطنين التايلانديين خارج نطاق اتفاقية الهدنة.
وكانت إسرائيل قد نشرت قائمة تضم أسماء 300 فلسطيني قد يُفرج عنهم بينهم 33 امرأة و267 قاصراً دون سن الـ19، وينتمي 49 من هؤلاء الأسرى إلى حركة حماس. وبانتهاء اليوم الرابع كان قد أُفرج عن 150 فلسطينيًا من النساء والقُصَّر مقابل 50 من النساء والقُصَّر الإسرائيليين، إضافة إلى عدد من الأجانب. في 6 يناير 2025، أعلنت مصادر في حركة "حماس" عن قوائم المحتجزين الإسرائيليين الذين وافقت الحركة على الإفراج عنهم في إطار المرحلة الأولى من صفقة تبادل الأسرى. في 30 يناير 2025، سلمت حركتا "حماس" و"الجهاد الإسلامي" ثلاثة محتجزين إسرائيليين وخمسة مواطنين تايلانديين إلى اللجنة الدولية للصليب الأحمر، وذلك في إطار الدفعة الثالثة من المرحلة الأولى لاتفاق وقف إطلاق النار بين "حماس" وإسرائيل. من جهتها، تلقت "حماس" قائمة تضم 110 أسرى من المقرر الإفراج عنهم من السجون الإسرائيلية.
تتضمن القوائم أسماء عسكريين ومدنيين، إضافة إلى قصر، وتشمل كذلك أسماء الأحياء والمتوفين. ووفقًا لما صرح به قيادي بارز في "حماس"، فقد وافقت الحركة على الإفراج عن 34 محتجزًا من ضمن قائمة قدمتها الحكومة الإسرائيلية، وذلك في إطار التبادل المتفق عليه في المرحلة الأولى من اتفاق وقف إطلاق النار.

## حوادث أثناء وقف إطلاق النار
اضطر العديد من الفلسطينيين للانتقال من شمال غزة إلى جنوبها بسبب القصف المستمر للجيش الإسرائيلي، وقد أصدرت الحكومة الإسرائيلية تحذيرات من العودة، كما أسقطت منشورات على جنوب غزة تحذر من العودة. ومع ذلك، بدأ عدة مئات من الفلسطينيين بالعودة شمالاً بعد إعلان وقف إطلاق النار في 24 نوفمبر. وفي الساعات الأولى من وقف إطلاق النار، أفادت قناة الجزيرة الإنجليزية أن جيش الاحتلال فتح النار على الفلسطينيين العائدين إلى مدينة غزة، فقُتل اثنان.
وتبادل الجانبان الاتهامات بانتهاك اتفاق وقف إطلاق النار بعد وقت قصير من بدايته. وقالت وزارة الصحة في غزة إن شخصين قُتلا وأصيب حوالي ثلاثين بعد أن فتح الجنود الإسرائيليون النار على الفلسطينيين في الصباح الباكر. وأفادت قناة سكاي نيوز في 24 نوفمبر أن نيران القناصة الإسرائيلية أصابت أفراداً من مجموعة من المدنيين كانوا يحاولون العبور من شمال غزة إلى جنوبها في اليوم الأول من وقف إطلاق النار.
أخرت حركة حماس تسليم الدفعة الثانية من الأسرى في 25 نوفمبر، بسبب عدم التزام جيش الاحتلال ببنود الاتفاق، خاصةً عدم الالتزام بمعيار الأقدمية عند الإفراج عن الأسرى الفلسطينيين، وكذلك عدم إدخال شاحنات الإغاثة إلى شمال قطاع غزة. ثم تدخل الوسيط القطري لحل هذه المشكلة فأفرجت حماس عن هؤلاء الأسرى.

## في الدعم
وفي 27 أكتوبر/تشرين الأول، صوتت الجمعية العامة للأمم المتحدة لصالح قرار يدعو إلى هدنة فورية. وحصلت على 121 صوتا مؤيدا وامتناع 44 عضوا عن التصويت. 14 دولة صوتت بلا: إسرائيل والولايات المتحدة والنمسا وكرواتيا وجمهورية التشيك وفيجي وغواتيمالا والمجر وجزر مارشال وميكرونيزيا وناورو وبابوا غينيا الجديدة وباراغواي وتونغا.
ودعا العديد من رؤساء الدول والمسؤولين الحكوميين والمؤسسات والهيئات الدولية إلى وقف إطلاق النار. وفي 8 تشرين الأول/أكتوبر، دعا موسى فكي محمد، رئيس الاتحاد الأفريقي، إلى إنهاء الصراع وإقامة دولة فلسطينية. في 11 أكتوبر، دعا الرئيس البرازيلي لويز إيناسيو لولا دا سيلفا إلى وقف إطلاق النار، قائلاً: "إن هناك حاجة ماسة إليه للدفاع عن الأطفال الإسرائيليين والفلسطينيين". في 15 أكتوبر، دعا الرئيس الفنزويلي نيكولاس مادورو إلى وقف فوري لإطلاق النار. وفي 16 أكتوبر/تشرين الأول، دعا رئيس الوزراء الباكستاني أنور الحق كاكار إلى وقف فوري لإطلاق النار وإنهاء الحصار على غزة. في 18 أكتوبر، أصدر دايل إيرين قرارًا يدعو إلى وقف إطلاق النار. في 19 أكتوبر، صرح الرئيس الصيني شي جين بينغ بأن "الأولوية القصوى الآن هي وقف إطلاق النار في أقرب وقت ممكن"، ودعا إلى إنشاء دولة فلسطينية.
في 20 أكتوبر، دعا الرئيس التركي رجب طيب أردوغان إلى وقف إطلاق النار، قائلاً إن الهجوم الإسرائيلي على غزة يرقى إلى مستوى الإبادة الجماعية. وفي 21 أكتوبر/تشرين الأول، قدم الرئيس المصري عبد الفتاح السيسي خطة لوقف إطلاق النار. دعا رئيس جنوب أفريقيا سيريل رامافوزا إلى وقف إطلاق النار، قائلاً: "باعتبارنا جنوب أفريقيين يمكننا أن نتعامل مع ما يحدث للفلسطينيين". دعا رئيس الوزراء العراقي محمد شياع السوداني إلى وقف إطلاق النار في قمة القاهرة للسلام. وفي 24 أكتوبر/تشرين الأول، دعا ولي العهد السعودي الأمير محمد بن سلمان إلى وقف إطلاق النار. دعا رئيس الوزراء الماليزي أنور إبراهيم إلى وقف إطلاق النار وإلى "معاملة الفلسطينيين كبشر". في 25 أكتوبر، أعلن العاهل الأردني الملك عبد الله الثاني أن إنهاء الحرب "ضرورة مطلقة". حمزة يوسف، الوزير الأول لاسكتلندا، دعا إلى وقف إطلاق النار وذكر أن والدي زوجته محاصران في غزة. وفي 5 نوفمبر/تشرين الثاني، دعا محمود عباس إلى وقف فوري لإطلاق النار. في 7 نوفمبر، دعا الرئيس المكسيكي أندريس مانويل لوبيز أوبرادور إلى وقف إطلاق النار.
في 10 نوفمبر، حث الرئيس الفرنسي إيمانويل ماكرون إسرائيل على "وقف" قصف غزة. خلال مؤتمر صحفي في البيت الأبيض في 14 نوفمبر، دعا الرئيس الإندونيسي جوكو ويدودو إلى وقف إطلاق النار "من أجل الإنسانية". في 15 نوفمبر، حث رئيس الوزراء الكندي جاستن ترودو إسرائيل على ممارسة "أقصى قدر من ضبط النفس".في 25 نوفمبر، دعت نائبة رئيس الوزراء البلجيكي بيترا دي سوتر إلى وقف عام لإطلاق النار. في 9 ديسمبر، وقع رؤساء وزراء إسبانيا وأيرلندا وبلجيكا ومالطا على رسالة مشتركة يحثون فيها الاتحاد الأوروبي على الدعوة إلى وقف دائم لإطلاق النار.
في 19 أكتوبر، دعا وزير الخارجية الكوبي برونو رودريغيز باريلا إلى وقف إطلاق النار، مشيرًا إلى أن الحرب كانت نتيجة "انتهاك حقوق الشعب الفلسطيني غير القابلة للتصرف". ودعا وزير الخارجية الأردني أيمن الصفدي إلى وقف إطلاق النار في 22 أكتوبر/تشرين الأول. وفي 25 أكتوبر/تشرين الأول، دعا وزير الخارجية الجزائري أحمد عطاف إلى الوقف الفوري للقصف. ودعت ريتنو مارسودي، وزيرة الخارجية الإندونيسية، إلى وقف فوري لإطلاق النار. وفي 26 تشرين الأول/أكتوبر، وقع وزراء خارجية تسع دول عربية - الإمارات العربية المتحدة والأردن والبحرين والمملكة العربية السعودية وعمان وقطر والكويت ومصر والمغرب - على بيان مشترك يدعو إلى وقف فوري لإطلاق النار. في 8 نوفمبر، استقال النائب عن حزب العمال البريطاني عمران حسين من منصبه كوزير ظل للصفقة الجديدة للشعب العامل، حتى يتمكن من الدعوة إلى وقف إطلاق النار خارج منصبه.
كما أيد العديد من السفراء والشخصيات وقف إطلاق النار. وفي 18 تشرين الأول/أكتوبر، أعربت لانا زكي نسيبة، سفيرة دولة الإمارات العربية المتحدة، عن دعم بلادها لـ "ما لا يقل عن وقف إطلاق النار الإنساني الكامل". في 21 أكتوبر وخلال اجتماع لاحق لمجلس الأمن التابع للأمم المتحدة في 24 أكتوبر، دعا الأمين العام للأمم المتحدة أنطونيو غوتيريش إلى وقف إطلاق النار. صرح السفير الروسي لدى الأمم المتحدة فاسيلي نيبينزيا أن "العالم كله" يتوقع أن تدعو الأمم المتحدة إلى وقف إطلاق النار. في 29 أكتوبر، دعا البابا فرانسيس إلى وقف إطلاق النار وإطلاق سراح الرهائن. في 31 أكتوبر، دعا مفوض الأمم المتحدة لشؤون اللاجئين فيليبو غراندي إلى وقف إطلاق النار.
وفي 5 نوفمبر/تشرين الثاني، أصدرت اللجنة الدائمة المشتركة بين الوكالات رسالة تدعو إلى وقف فوري لإطلاق النار لأسباب إنسانية، وقع عليها رؤساء 18 منظمة إنسانية. وفي 10 نوفمبر/تشرين الثاني، وقع 1000 موظف في الوكالة الأمريكية للتنمية الدولية على رسالة مفتوحة تدعو إلى وقف فوري لإطلاق النار. في 21 نوفمبر، صوت البرلمان الاسكتلندي بأغلبية 90 صوتًا مقابل 28 لصالح اقتراح يدعو إلى وقف إطلاق النار. في 17 نوفمبر، صرح جوزيب بوريل أن الاتحاد الأوروبي يدعو إلى هدنة إنسانية فورية. وصوت البرلمان الأوروبي لصالح وقف إطلاق النار في 18 يناير/كانون الثاني. أعلنت حركة عدم الانحياز دعمها لوقف إطلاق النار في 20 يناير 2024.

## ردود الفعل

### فلسطينيًا
كانت ردود أفعال السكان الفلسطينيين متباينة. قال البعض لصحيفة نيويورك تايمز إن ذلك يُمثل «القليل من الارتياح« بينما خشي الكثيرون من أنه لن يُنهي الحرب. وذهب البعض إلى أن أربعة أيام لم تكن كافية لانتشال الجثث من تحت الأنقاض أو البحث عن المفقودين. وفي الضفة الغربية، أفادت التقارير أن الآلاف تجمعوا حول سجن عوفر التابع لجيش الاحتلال في انتظار إطلاق سراح الأسرى الفلسطينيين، بينما كانوا يرفعون الأعلام الفلسطينية. وورد أن الشرطة الإسرائيلية أطلقت الغاز المسيل للدموع على الحشد في محاولة لتفريقه. وفي مخيم قلنديا للاجئين بالضفة الغربية، صرح أحد الفلسطينيين أنه على الرغم من أن وقف إطلاق النار يمثل وقفة جيدة للقصف، إلا أنه ليس حلاً، واصفًا الأعمال العسكرية الإسرائيلية بالمذبحة.

### إسرائيليًا
أصدر مكتب رئيس الوزراء الإسرائيلي بيانًا بشأن إطلاق سراح المجموعة الأولى من الرهائن في 24 نوفمبر، ذكر فيه أنهم "ملتزمون بعودة جميع الرهائن والمفقودين".
وقال جيل ديكمان، ابن عم الرهينة المسمى كارمل، لصحيفة الإندبندنت إنه «إذا فتحت هذه الصفقة الباب أمام الصفقة التالية»، فسيتم إطلاق سراح المزيد من الرهائن، مضيفًا أن «المشكلة هي ما إذا كانت الصفقة ستنهار بين الأيام». أعربت والدة رهينة أخرى عن أسفها بسبب غيرتها لأن عائلات الرهائن المفرج عنهم تمكنت من احتضان أحبائهم المفرج عنهم ورؤيتهم.

### دوليًا
رحب الرئيس الأمريكي جو بايدن بالاتفاق، كما رحبت كل من المملكة المتحدة وفرنسا والصين وروسيا بها. وأعرب رئيس وزراء قطر الشيخ محمد بن عبد الرحمن آل ثاني عن أمله في أن يصبح وقف إطلاق النار دائمًا، وقد أشاد وزراء الخارجية العرب بالاتفاق، ودعوا إلى زيادة كبيرة في المساعدات لغزة وتمديد الهدنة. وانتقد آخرون وقف إطلاق النار باعتباره لا يضمن نهاية العمليات العسكرية الإسرائيلية في غزة، أو أنه «ليس كافياً لانتشال جثث الموتى من تحت الأنقاض ودفنهم»، أو أنه «بلا معنى» دون التمكن من العودة إلى غزة. وذكرت صحيفة بوليتيكو أن إدارة بايدن كانت قلقة من أن وقف إطلاق النار سيمنح الصحفيين وصولاً أكبر إلى غزة ويسمح لهم بالإبلاغ عن تصرفات الجيش الإسرائيلي، مما يحول الرأي العام ضد إسرائيل.
في 22 نوفمبر، رحب رئيس جنوب أفريقيا سيريل رامافوسا بوقف إطلاق النار وأعرب عن أمله في أن يعزز الجهود الرامية إلى تحقيق «نهاية تامة للصراع الحالي».
وصرح جويل ويلر، المدير العام لمنظمة أطباء العالم، أن «التوقف لمدة أربعة أيام هو مجرد ضمادة وليس رعاية صحية. وهذا ليس وصولاً إنسانيًا، إنها مزحة».
في 30 نوفمبر، صرح رئيس الوزراء الإسباني بيدرو سانشيز أن استمرار العمليات العسكرية في غزة بعد انتهاء الهدنة أمر غير مقبول، وأنه يشك في أن إسرائيل تحترم القانون الإنساني الدولي.